# لاریکینز (فیلم)
لاریکینز (انگلیسی: Larrikins) یک فیلم پویانمایی به کارگردانی تیم مینچین است که در سال ۲۰۱۸ منتشر شد.
این فیلم کمدی موزیکال دربارهٔ یک بیلبی است که از آشیانه خارج می‌شود و ناگهان خود را در دشت‌های استرالیایی درگیر ماجرایی موزیکال می‌بیند. هری کریپس فیلمنامه این انیمیشن را نوشته و مارگوت رابی و راس بایرن از دیگر صداپیشگان آن هستند.